# دعوة المظلوم (فلم)
دعوة المظلوم فيلم دراما مصري  للمخرج كامل حفناوي، عن قصة صفية عبد السلام (لم تقدم بعدها أي عمل) وسيناريو كتبه المخرج وقام السيناريست والروائي فتحي أبو الفضل بكتابة الحوار. الفيلم من بطولة زهرة العلا، عمر الحريري، سميحة توفيق، صلاح نظمي، ونيللي مظلوم  وتدور الأحداث حول الشاب محسن الذي يفضل الزواج من حبيبته هدى ويترك ابنة خاله الثرية زوزو التي لا تغفر له هذا وتحاول تدمير سعادته بالاتفاق مع الشاب المحتال فريد.
صدر الفيلم إلى دور العرض المصرية في 23 أكتوبر 1956.

## طاقم التمثيل
زهرة العلا: في دور هدى 
عمر الحريري: في دور محسن (زوج هدى)  
سميحة توفيق: في دور زوزو (ابنة عمة محسن) 
صلاح نظمي: في دور فريد 
سلوى محمود: في دور ليلى (شقيقة فريد)
نيللي مظلوم: في دور الفنانة المشهورة  
نادية الشناوي: في دور سهير (ابنة محسن وهدى)
لطفي عبد الحميد: في دور محمود (طباخ بيت محسن)
عبد العليم خطاب: في دور أحمد أفندي (ناظر الزراعة)
عبد الغني النجدي: في دور خلف
عباس الدالي: في دور عم رضوان
جيهان عبد المنعم: في دور الطفلة ابنة الفنانة المشهورة
عبد الحميد بدوي: في دور الطبيب
بالاشتراك مع: هندية السيد – سلوى فريد – عبد المنعم عبد الرحمن – نادية إبراهيم (الراقصة) – سيد العربي – مديحة عبد الحليم – ألفت عزمي 

## أغاني وموسيقى الفيلم
الكلمات: أحمد منصور – عبد العزيز سلام
الألحان: إبراهيم حسين
الغناء: مديحة عبد الحليم
الأغاني: اجرى ورا مني – قالوا زمان – ما تقولش يا كاس
محمد عبد الوهاب: موسيقى خطوة حبيبي
تقوم زهرة العلا بالأداء التمثيلي لأغاني الفيلم الثلاثة والصوت للمغنية مديحة عبد الحليم 

## أحداث الفيلم
تبدأ الأحداث في بيت الشابة الجميلة الثرية زوزو (سميحة توفيق) وناظر زراعة عزبتها أحمد أفندي (عبد العليم خطاب) وبصحبته عم رضوان (عباس الدالي) وخلف (عبد الغني النجدي) وبعض المزارعين يلتمسوا من زوزو هانم، مالكة العزبة بالمرج، تعديل شروط عقد بيع أرض أحد المزارعين لصالحها. ترفض زوزو رفع سعر شراء الأرض وتمزق عقد الشراء وتستقل سيارتها متوجهة إلى القاهرة لزيارة ابن عمتها ورفيق طفولتها محسن (عمر الحريري) وزوجته هدى (زهرة العلا) وابنتهم الطفلة سهير (نادية الشناوي). يستقبلها محمود (لطفي عبد الحميد) طباخ أسرة محسن بالترحاب وتناوله مبلغاً من المال والهدايا التي جلبتها لأسرة محسن الذي كان حلم حياتها ولكنه التقى بالممرضة الفقيرة هدى وتزوجها وأنجب منها، وهو دائم رفض مجاملات زوزو وأيضاً كلمات الحب والعتاب على عدم الزواج منها. تداوم زوزو على التعامل مع خياطة ملابسها ليلى (سلوى محمود) ويحاول شقيق الخياطة الفاسد، المقامر فريد (صلاح نظمي) التقرب منها واظهار الحب للاستيلاء على ثروتها، بينما يعلم تماماً رفضها الزواج وانتظارها لعودة حب ابن عمتها محسن، وتحذره شقيقته من التلاعب بعميلتها الثرية. تقيم زوزو في بيت محسن ليومين بينما الغيرة تأكل قلبها مما يدفعها لعرض خطتها على فريد، عندما يأتي عارضاً عليها الزواج، وتتلخص في قتل محسن. تكتشف ليلى خطة شقيقها مع زوزو عندما تجد جهاز التسجيل وشريط قام بتسجيله فريد، أثناء عقد اتفاق القتل، لتهديد زوزو إذا ارادت أن تخل بالاتفاق والامتناع عن زواجها منه بعد تنفيذ المهمة. تسارع ليلى بالذهاب لإنقاذ محسن بينما تدعو زوزو حبيبها محسن وزوجته وابنته لقضاء أيام العيد في عزبتها بالمرج، وعند وصولهم بيتها يخبرهم الخادم أن زوزو ذهبت إلى القاهرة لشراء الهدايا وخصوصاً هدية الابنة سهير، وتعمد زوزو إلى تعطيل سيارتها قبل موقع البيت لتعود سيراً على الأقدام، بينما يراقب سيارتها من بعيد فريد وهو يحمل سلاحه، وعند وصول زوزو بيتها تخبر الجميع بتعطل سيارتها وبداخلها الهدايا. يسارع محسن بصحبة المزارع خلف لموقع السيارة وهناك يتلقى رصاصة من الخلف. يتم إنقاذ حياة محسن ولكن الاصابة تتركه كسيحاً على كرسي متحرك. تقوم زوزو بتعيين فريد للعمل في عزبتها بديلاً عن الزواج لحين التخلص من حبها لمحسن، بينما تقوم ليلى بقطع علاقتها بشقيقها وبعميلتها زوزو بعد إدراكها لبشاعة جريمتهم. تبدأ هدى العمل كممرضة للطفلة (جيهان عبد المنعم) ابنة الفنانة المشهورة (نيللي مظلوم) التي تعرض عليها أن تعمل مغنية في الكباريه الذي تعمل به. تقبل هدى العمل بالغناء وهي توهم زوجها بأنها تعمل بالتمريض. يتصادف ذهاب فريد لقضاء سهرة بالكباريه ليجد هدى وهي تغني هناك ويبلغ زوزو التي تسارع بإبلاغ محسن الذي يطلق زوجته وحبيبته هدى. تتزوج زوزو من محسن وهي تعرف عجزه لتشبع رغبتها في امتلاكه، بينما تجذبها رغبتها إلى فراش فريد المقيم بجوار بيت صاحبة عمله وعشيقته. يحاول فريد الحصول على الشريط المسجل عليه اتفاق القتل بينه وبين زوزو وعندما ترفض ليلى ينهال عليها بالضرب وتسقط غريقة في دمائها. يتم إنقاذ ليلى التي تعترف لممرضتها "هدى" بسر جريمة فريد وزوزو. تشاهد الطفلة سهير زوجة أبيها زوزو وهي في أحضان فريد وتسارع بإبلاغ والدها. يتهم محسن زوجته زوزو بالخيانة ويطلقها بينما تخبره أنه سوف يصبح أباً لثمرة علاقتها بعشيقها فريد، وتدفع بكرسيه المتحرك على درجات السلم لتقتله ولكن ابنته سهير تقوم بانقاذه، وفي نفس الاثناء تداهم ليلى مكتب فريد بالعزبة وتطالبه باعادة كل شيء لأصله باعادة محسن لزوجته هدى. يدفع فريد بشقيقته لمخزن مهجور ويضرم فيه النار. يشاهد محسن السنة النار ويظن أن ابنته في خطر مما يدفعه لتحريك ساقيه وقدميه، بينما تأتي هدى بصحبة رجال الشرطة للقبض على فريد وزوزو وإنقاذ ليلى وإعادة كل شيء لسابق عهده.

## وصلات خارجية
- دعوة المظلوم على موقع IMDb (الإنجليزية)
- دعوة المظلوم على موقع قاعدة بيانات الأفلام العربية
- دعوة المظلوم على موقع الدهليز
- دعوة المظلوم على موقع كاروهات

https://www.cinemagia.ro/filme/dawet-el-mazloum-69777/ دعوة المظلوم (فلم)
https://www.avclub.com/film/reviews/dawet-el-mazloum-1957 دعوة المظلوم (فلم)
https://www.filmweb.pl/film/Dawet+el+mazloum-1957-304070/cast/crew دعوة المظلوم (فلم)